# Карл I (Брауншвайг-Волфенбютел)
Вижте пояснителната страница за други личности с името Карл I.
Карл I (на немски: Karl I von Braunschweig-Wolfenbüttel, Carl; * 1 август 1713, Брауншвайг; † 26 март 1780, Брауншвайг) е херцог на Брауншвайг и Люнебург и от 1735 г. княз на Брауншвайг-Волфенбютел.

## Живот
Той е най-възрастният син на херцог Фердинанд Албрехт II (1680 – 1735) и Антоанета Амалия (1696 – 1762), дъщеря на херцог Лудвиг Рудолф фон Брауншвайг (1671 – 1735). Негови кръстници са император Карл VI и крал Карл XII от Швеция.
Карл е тясно свързан с пруския крал Фридрих Вилхелм I. През юни 1733 г. тронпринц Фридрих II от Прусия се жени за сестра му Елизабет Кристина (1715 – 1797). Няколко седмици по-късно, на 2 юли 1733 г., Карл се жени за сестрата на Фридрих Филипина Шарлота Пруска (1716 – 1801).
Карл служи във войската на Прусия. Баща му умира неочаквано на 13 септември 1735 г. През Седемгодишната война (1756 – 1763) Брауншвайг-Волфенбютел се бие на страната на Кралство Прусия против Кралство Франция.
Карл основава през 1745 г. Collegium Carolinum (Технически университет) в Брауншвайг и порцеланова манифактура Фюрстенберг. През 1753 г. той мести резиденцията си от Волфенбютел в Брауншвайг.
Карл не съумява да държи в ред финансите на княжеството и през 1773 г. трябва да предаде управлението на най-големия си син Карл Вилхелм Фердинанд.
Карл умира на 26 март 1780 г. в Брауншвайг и е погребан в криптата на катедралата на Брауншвайг.

## Деца
С Филипа Шарлота Пруска имат 13 деца:
- Карл II Вилхелм Фердинанд (1735 – 1806), херцог на Брауншвайг-Волфенбютел
- Георг Франц (1736 – 1737)
- София Каролина Мария (1737 – 1817), ∞ 1759 маркграф Фридрих III от Бранденбург-Байройт (1711 – 1763)
- Христиан Лудвиг (1738 – 1742)
- Анна Амалия (1739 – 1807), ∞ 1756 Ернст Август II Константин (1737 – 1758), херцог на Саксония-Ваймар-Айзенах
- Фридрих Август фон Оелс (1740 – 1805), княз на Оелс
- Албрехт Хайнрих (1742 – 1761), пруски офицер
- Луиза Фридерика (1743 – 1744)
- Вилхелм Адолф (1745 – 1770), пруски генералмайор
- Елизабет Христина Улрика (1746 – 1840), ∞ 1765 г. (разведена 1769) престолонаследника, Фридрих Вилхелм II фон Прусия (1744 – 1797), по-късен крал на Прусия (1744 – 1797)
- Фридерика Вилхелмина (1748 – 1758)
- Августа Доротея (1749 – 1810), абатиса на Гандерсхайм
- Максимилиан Юлиус Леополд (1752 – 1785), пруски генералмайор

Незаконно дете:
- Христиан Тодор фон Пинциер (1750 – 1824), не е признат от Карл.